# Den sidste dag
Den sidste dag er en dansk kortfilm fra 2004, der er instrueret af Michael Heimark efter manuskript af ham selv og Jakob Mikkelsen.

## Handling
Denne artikel mangler et handlingsreferat. Hjælp os med at skrive det.

## Medvirkende
- Kim Sønderholm - Højmark
- Henrik Bechman - Petersen
- Melany Denise - Cecilie
- Mads Koudal - Johansson
- Bo Thomasen - Smidt
- Dan Tobias Rasmussen - Thor
- Michael Heimark - Jeppesen
- Jakob Mikkelsen - Død håndværker